# The Crystal Method
I Crystal Method sono un duo statunitense  di big beat, formato da Ken Jordan e Scott Kirkland. Insieme a The Prodigy, Fatboy Slim, The Chemical Brothers ed altri artisti meno noti, hanno contribuito allo sviluppo del loro genere.

## Storia
Nel 2022 sono stati confermati fra i 56 artisti partecipanti all'American Song Contest, in rappresentanza dello stato del Nevada.

## Strumentazione
- Access Virus
- Akai MPC3000
- Alesis Andromeda
- Apple G4
- ARP 2600
- Moogerfoogers MF101 & MF102
- Clavia Nord Lead
- Clavia Nord Mod
- Digidesign Pro Tools HD and D-Command
- E-mu Audity 2000
- E-mu E4
- E-mu XL-7
- E-mu Xtreme Lead
- E-mu E-64
- Fender Guit/Bass
- Korg Electribe/S
- Korg Electribe/R
- Korg Kaoss Pad KP1
- Korg Microkorg
- Korg MS2000
- Korg Prophecy
- M-Audio Ozonic
- M-Audio Trigger Finger
- Moog Memorymoog
- ProCo RAT
- Roland JP-8000
- Roland CR-8000
- Roland Juno-106
- Roland Jupiter-6
- Roland SH-101
- Sherman FilterBank
- Waldorf MicrowaveXT
- Yamaha DX7
- Yamaha CS20
- Yamaha CS80
- Yamaha DX7IID
- Eventide H3000

## Formazione
- Scott Kirkland
- Ken D. Jordan

## Discografia

### Album in studio
- 1997 – Vegas
- 2001 – Tweekend
- 2004 – Legion of Boom
- 2009 – Divided by Night
- 2014 – The Crystal Method
- 2018 – The Trip Home
- 2022 – The Trip Out

### Album di remix
- 2002 – Community Service
- 2005 – Community Service II
- 2006 – Drive: Nike + Original Run

### Colonne sonore
- 1997 – FIFA: Road to World Cup 98
- 1998 – N2O: Nitrous Oxide
- 2006 – London Movie Soundtrack
- 2009 – X Games 3D: The Movie

### EP
- 1996 – Keep Hope Alive
- 2001 – You Know It's Hard
- 2003 – Born Too Slow
- 2005 – CSII Exclusived